# Копалинська
Копалинська (рос. Копалинская) — присілок в Шенкурському районі Архангельської області Російської Федерації.
Населення становить 103 особи. Входить до складу муніципального утворення Федорогорське муніципальне утворення.

## Історія
Від 1937 року належить до Архангельської області.
Від 2004 року належить до муніципального утворення Федорогорське муніципальне утворення.

## Населення
| 2002 | 2010 | 2012 |
| ---- | ---- | ---- |
| 103  | ↘90  | ↗103 |